# Uruguay Montevideo
Uruguay Montevideo Fútbol Club – urugwajski klub piłkarski założony 5 stycznia 1921, z siedzibą w mieście Montevideo.
Znanymi w dziejach futbolu urugwajskiego klubami, mającymi podobną nazwę, kojarzącą się z przynależnością narodową klubów, były Uruguay Athletic, Uruguay Club, Uruguay Forever oraz Uruguayo.

## Historia
Klub założony został 5 stycznia 1921. Największym sukcesem było zajęcie 3 miejsca w drugiej lidze w 1994. Klub Uruguay zadebiutował w drugiej lidze urugwajskiej (Segunda División) w 1951 i do tej pory rozegrał w drugiej lidze urugwajskiej 23 sezony.

## Osiągnięcia
- Mistrz trzeciej ligi urugwajskiej (Primera División Amateur) (7): 1936, 1950, 1955, 1957, 1965, 1993, 2002